# 기야마촌 (니가타현)
기야마촌(木山村)은 니가타현 니시칸바라군에 설치되었던 촌이다.